# Менделеев, Владимир Дмитриевич
Владимир Дмитриевич Менделеев (14 января 1865, Санкт-Петербург — 19 декабря 1898, Санкт-Петербург) — офицер Российского императорского флота, инженер-конструктор водомётов и фотограф, автор грандиозного проекта плотины через Керченский пролив, один из авторов «Энциклопедического словаря Брокгауза и Ефрона»; сын русского учёного Д. И. Менделеева.

## Биография
Владимир Менделеев родился 14 января 1865 года в городе Санкт-Петербурге в семье русского учёного-энциклопедиста Дмитрия Ивановича Менделеева и его первой жены Феозвы Никитичны Лещевой, уроженки Тобольска (падчерицы автора «Конька-Горбунка» Петра Павловича Ершова), которая была старше мужа на 8 лет (1826—1906). Всего в этом браке родилось трое детей: дочь Мария (1863), умерла в младенчестве, затем родился Владимир, и, наконец, Ольга (1868—1950). Остальные четверо детей Д. И. Менделеева были от второй жены Анны Ивановны Поповой (1860—1942). Отец одинаково тепло относился к детям от первого и второго брака, но с Владимиром, как со старшим сыном и продолжателем фамилии, он был особенно близок и возлагал на мальчика самые большие надежды. Кроме того, после ссоры родителей, причиной которой стала страсть Менделеева-старшего к 16-летней донской казачке Анне Поповой, супруги стали жить раздельно (с конца 1870-х), мать вместе с дочерью, а отец с сыном Владимиром.
Учился в Морском кадетском корпусе. Ещё будучи кадетом, отправился с отцом на Кавказ (1880). На обратном пути из Керчи в Севастополь отец рассказал сыну о грандиозных планах царя Петра Великого перекрыть Керченский пролив. С тех пор этот проект запечатлелся в памяти юноши, который унаследовал от своего знаменитого отца способность к аналитике, а также трудолюбие и научное упорство. В течение следующих нескольких лет идея была доведена до стадии реального проекта с достаточной технической и экономической обоснованностью. Хотя Владимир Дмитриевич Менделеев и выбрал карьеру морского офицера, он постоянно возвращался к своей любимой идее со всех сторон защищенного русского моря Азовского моря как моря внутреннего. В 1884 году В. Д. Менделеев успешно окончил Морской кадетский корпус.
Накануне бракосочетания его невеста Мария Фёдоровна Юрковская (впоследствии актриса и гражданская жена Максима Горького) нашла себе более выгодную партию и отменила запланированную свадьбу.

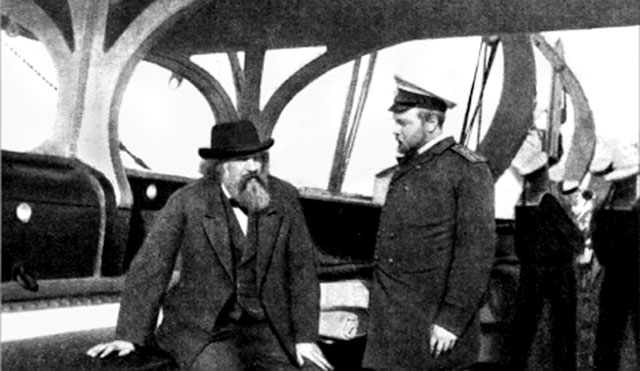
Владимир Дмитриевич Менделеев с отцом на борту крейсера «Память Азова»

Благодаря протекции отца, желавшего отвлечь сына от горестных мыслей, Владимир Дмитриевич Менделеев в звании лейтенанта получил место одного из сопровождающих наследника престола цесаревича Николая II во время его Восточного путешествия на корабле «Память Азова» в рамках широкой азиатской дипломатической миссии. Корабль отплыл из порта Санкт-Петербурга 23 августа 1890 года с целью обогнуть Европу и принять будущего царя на борт в Севастополе. Однако Османская империя не дала крейсеру разрешения на проход через пролив Дарданеллы в Чёрное море, поэтому Николай II поднялся на борт корабля в Триесте. 19 октября крейсер покинул Триест, и в Греции на борт поднялись греческий принц и друг Николая Георг, граф Корфский. В Мумбаи корабль пришвартовался на 42 дня с целью отдыха экипажа и вельмож и покинул порт 31 января 1891 года. В середине мая 1891 года корабль встал на рейд в порту Владивостока. Перед этим корабль пришвартовался в японском порту Нагасаки. Здесь, во время дипломатических переговоров между императором Японии и представителями России и Греции, на Николая II в городе Оцу, было совершено покушение; цесаревич был ранен двумя ударами сабли. Японская сторона была очень напугана этим нападением как возможным инцидентом, способным положить начало войне, и поэтому дело было расследовано очень подробно. К расследованию был привлечён и Владимир Дмитриевич Менделеев, который во время путешествия широко применял своё увлечение фотографией, которое привил ему отец. Материалы расследования инцидента в Оцу включали множество фотоснимков, сделанных В. Д. Менделеевым.

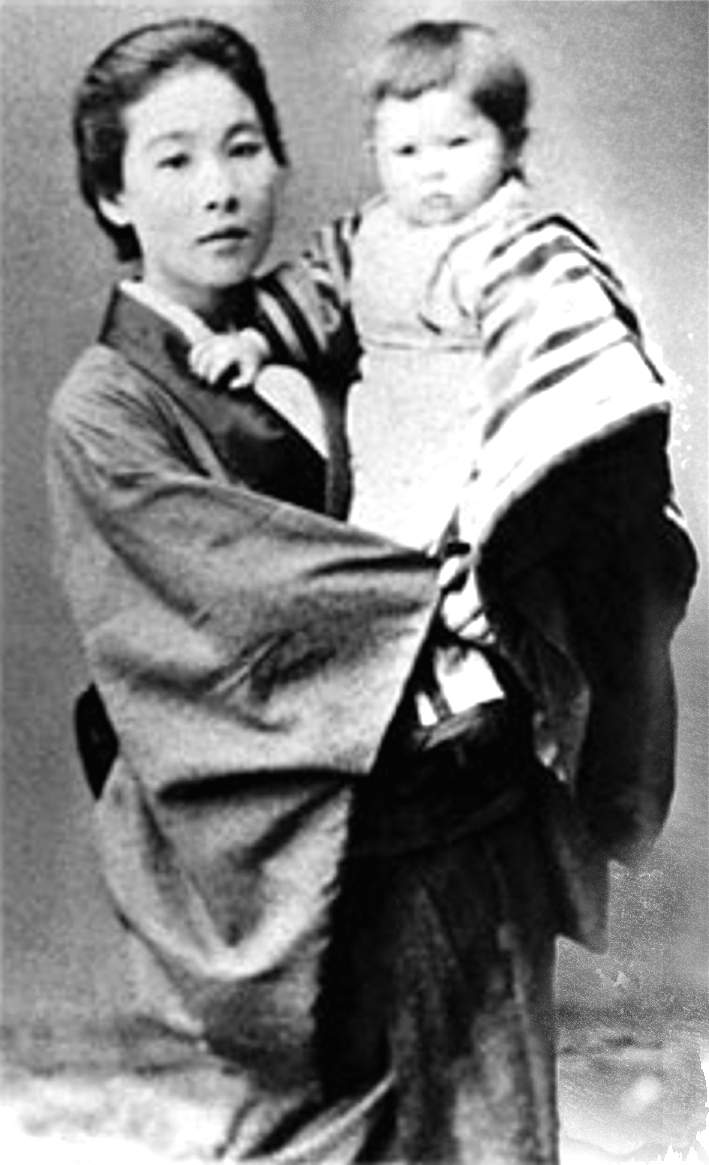
«Временная жена» Таки и Офудзи Хидэсима, дочь В. Д. Менделеева; 1893 год

Во Владивостоке цесаревич сошёл на берег и отправился в обратный путь в столицу, а «Память Азова» выполнял свою дальневосточную миссию ещё около года. Япония в то время была закрытой страной, и контакт с представителями страны разрешался только во время точно спланированных программ, разворачивающихся из порта Нагасаки. Об иностранцах заботились с максимально возможным вниманием, и во время длительного пребывания гостям также предлагалась услуга в виде временных (контрактных) жен или мусумэ. Этот вид гостеприимства, не имевший юридического эквивалента в христианских странах, привел к тому, что в Нагасаки родилось большое количество детей иностранцев. Услугами временной жены по имени Таки воспользовался и Владимир Менделеев. 16 октября 1892 года крейсер «Память Азова» пришвартовался в Кронштадте, а в январе 1893 года в Нагасаки родилась внучка Дмитрия Ивановича Менделеева Офудзи Хидэсима.
После возвращения Владимира Дмитриевича Менделеева в Российскую империю контракт с временной женой закончился, однако Таки сумела наладить с ним связь. Хотя отец Владимира Дмитриевича в течение восемнадцати лет платил алименты на предполагаемую дочь Розу в Германию, он никогда не был уверен в своем отцовстве, но в случае с отцовством Владимира он не колебался. В его биографических материалах сохранились письма, из которых видно, что он живо интересуется судьбой ребенка и документально подтверждены выплаты значительных сумм для внучки (некоторые из них были сделаны после смерти сына). Позднее фотографию Таки с дочерью и письмо сугубо приватного свойства Анна Ивановна Менделеева передала Борису Николаевичу Ржонсницкому, которому безоговорочно доверяла, а затем фото попало в Архив Санкт-Петербургского Института истории естествознания и техники РАН. Ухудшение отношений между Россией и Японией прервало контакты, и о судьбе возможного потомка знаменитого ученого ничего не известно. Поиски значительно осложняет тот факт, что большинство свидетелей и городских архивов погибли или пострадали во время Великого землетрясения и атомной бомбардировки Нагасаки 9 августа 1945 года. Возможно, жертвами стали и Таки с дочерью, но возможно и то, что в «Стране восходящего солнца» живут последние кровные потомки великого русского учёного, ведь в начале XXI века из потомков Менделеева был жив лишь Александр Каменский, внук его дочери Марии; он умер от последствий алкоголизма, не оставив наследников.

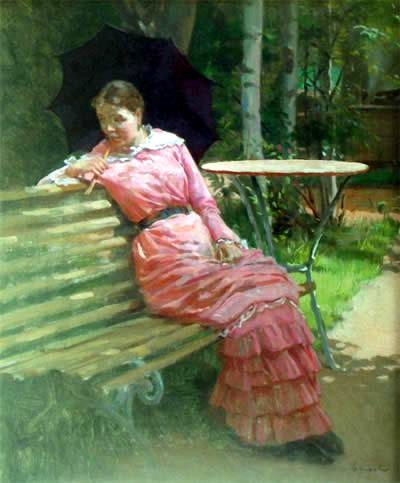
Варвара, будущая жена
(художник её отец; ~ 1893/94)

На крейсере «Память Азова» В. Д. Менделеев прослужил до 1894 года.
В 1896 году он женился на Варваре Кирилловне, дочери русского художника Кирилла Викентьевича Лемоха. От этого брака 16 ноября 1896 года родился сын, которого назвали Дмитрием в честь знаменитого деда. В 1898 году Владимир Дмитриевич оставил флот и поступил на службу в Министерство финансов Российской империи на должность инспектора по развитию судоходства.
В. Д. Менделеев стал одним из авторов «Энциклопедического словаря Брокгауза и Ефрона», где его перу принадлежит более десяти статей (в основном они касаются фотографии и некоторые из них написаны в соавторстве с отцом; например: «Кассета фотографическая»).
Владимир Дмитриевич Менделеев скоропостижно скончался в 1898 году, а в июле 1900 года умер и его четырёхлетний сын. По воспоминаниям современников, Дмитрий Иванович Менделеев до конца жизни так и не мог смириться с этими утратами.

## «Дело жизни»
За год до смерти В. Д. Менделеев представил министру финансов Сергею Юльевичу Витте проект поднятия уровня Азовского моря, который включал описание его оборонного значения, военный и экономический анализ, а также смету в семь миллионов рублей с десятилетней окупаемостью, но так и не дождался ответа. Через неделю после смерти его отец написал послесловие к его труду, и в 1899 году в Санкт-Петербурге вышла в свет посмертная книга «Проект повышения уровня Азовского моря путем пересечения Керченского пролива, составленный Владимиром Дмитриевичем Менделеевым» (с прил. 2-х карт и 5-ю рисунками). Для плотины был выбран маршрут с наименьшей материалоёмкостью, не между западным берегом и косой Чушска, что было бы самым коротким, а путём преодоления более длинного, но более мелкого пути в направлении острова Тузла и затем в направлении Чушской косы.

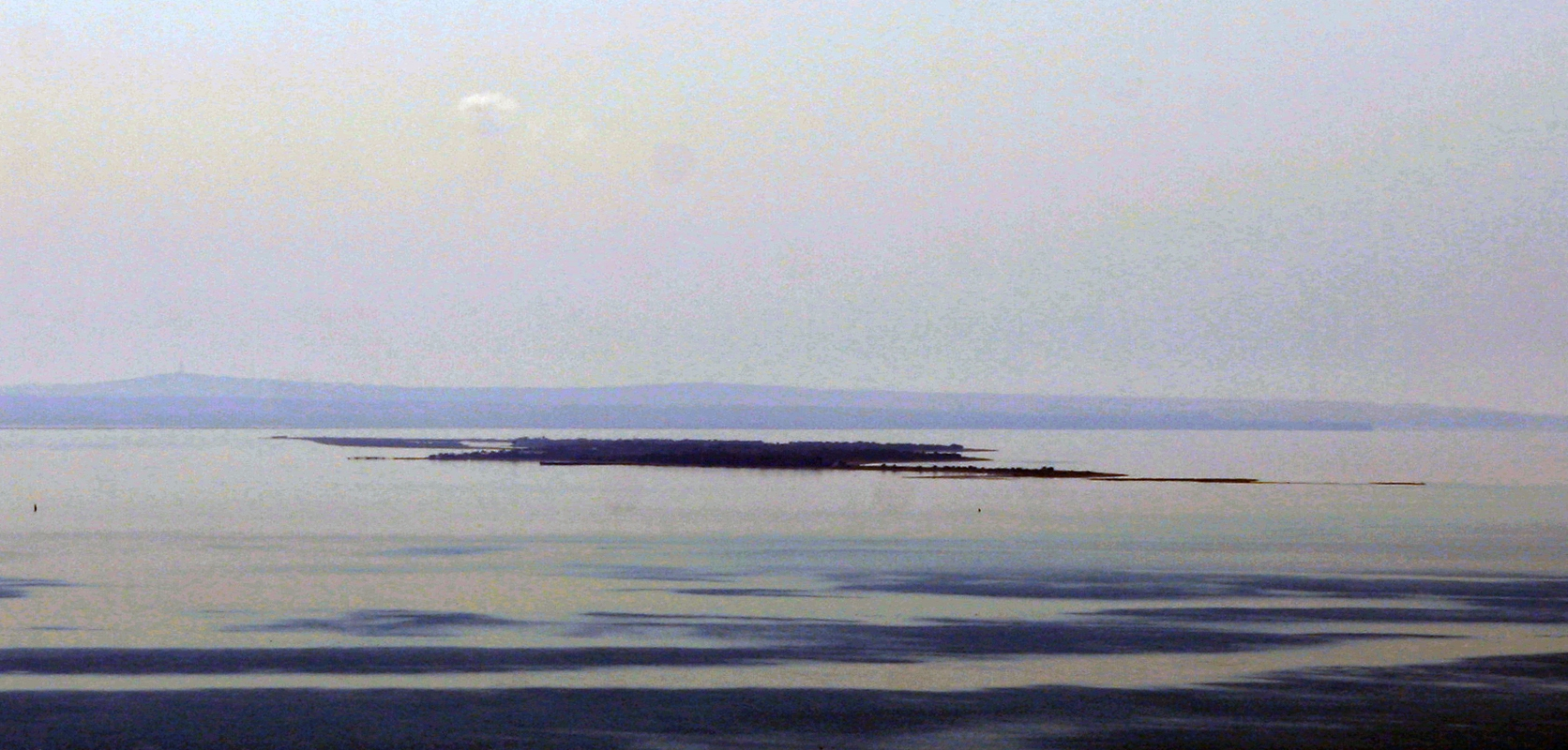
Остров Тузла (2008 год)

Оценить военное значение проекта в настоящее время сложно, а в конце XIX века еще были живы те, кто пережил 3-4 русско-турецкие войны, которые происходили с регулярностью примерно в четверть века; защищённая плотина делала Азовское море внутренним морем, а его порты и торговые маршруты защищёнными, как от набегов османов, так и от опасных приливных волн — причины множества кораблекрушений в этой акватории. Железная дорога вдоль плотины полностью меняла товарно-транспортную логистику региона, а увеличение уровня воды на три метра делало порты Бердянска, Мариуполя и Ейска доступными почти для всех больших кораблей того времени. Кроме того, более 6,5 тысяч километров болот, именуемых в простонародье «родиной саранчи» превращались в рыболовные угодья.
Важность проекта Менделеева показывает тот факт, что в 1944 году во время Великой Отечественной войны, когда у всех на устах был лозунг «Всё для фронта! Всё для победы!», советская власть изыскала резервы, чтобы построить в рекордные сроки Керченский железнодорожный мост. Однако, значительно уступая в прочности плотине, предложенной Менделеевым, простоял мост не долго; уже в феврале 1945 года его опоры были разрушены льдом, а оставшиеся разобраны, так как представляли угрозу для проходящих судов.
В 1954 году была налажена Керченская паромная переправа, которая стала основной транспортной магистралью между Крымом и Краснодарским краем более чем на полвека. В том же году состоялась и передача Крымской области из состава РСФСР в состав УССР.
В своём послесловии к проекту сына Д. И. Менделев написал следующее:

«Когда работа будет закончена — рано или поздно — вечная память о Владимире Дмитриевиче сохранится».